# Equipe síria na Copa Davis
A equipe síria na Copa Davis representa a Síria na Copa Davis, principal competição de tênis masculina por equipes do mundo. É administrada pela Syrian Arab Tennis Federation.